# Rob Witschge
Robert "Rob" Witschge (ur. 22 sierpnia 1966 w Amsterdamie) – holenderski piłkarz, grający na pozycji lewego obrońcy lub pomocnika i trener piłkarski.
Z reprezentacją Holandii, w której barwach rozegrał 31 meczów, zdobył brązowy medal Euro 1992 oraz dotarł do ćwierćfinału Mistrzostw Świata 1994. Był zawodnikiem m.in. Ajaksu Amsterdam i Feyenoordu. Łącznie w obu tych klubach zdobył pięć Pucharów Holandii, a w 1987 roku z Ajaksem triumfował w rozgrywkach o Puchar Zdobywców Pucharów. Od 2004 roku jest asystentem Marco van Bastena w drużynie narodowej.

## Sukcesy piłkarskie
- Puchar Holandii 1986 i 1987 oraz Puchar Zdobywców Pucharów 1987 z Ajaksem
- mistrzostwo Holandii 1993 oraz Puchar Holandii 1992, 1994 i 1995 z Feyenoordem Rotterdam

W reprezentacji Holandii od 1989 do 1995 roku rozegrał 31 meczów i strzelił 3 gole – III-IV miejsce na Euro 1992 oraz ćwierćfinał Mistrzostw Świata 1994.